# روبرت كريتشتون فوستر
روبرت كريتشتون فوستر (1904-1986) (بالإنجليزية: Robert Crichton Foster)‏ هو عالم نبات أمريكي.